# Can Roca (Sant Feliu de Buixalleu)
Can Roca és una masia de Sant Feliu de Buixalleu (Selva) inclosa a l'Inventari del Patrimoni Arquitectònic de Catalunya.

## Descripció
Masia aïllada situada al barri de Gaserans, dintre de Sant Feliu de Buixalleu.
L'edifici consta de tres estructures ben diferenciades. Consta de planta baixa i pis, excepte en el cos que era utilitzat com a garatge. La coberta de cada cos, és a una vessant.
Al cos principal, a la façana, hi ha la porta d'entrada, en arc de mig punt format per dovelles, i al costat esquerre hi ha una finestra en arc pla, però amb una llinda en forma de mitja cúpula.
Al pis, sobre la porta d'entrada, hi ha una finestra en arc conopial amb un angelet esculpit. La finestra del costat esquerre, és en arc de llinda.
El cos afegit a la dreta, té garatge, i hi destaca una finestra amb arc conopial amb decoració floral, i un ampit motllurat.
La façana està arrebossada i pintada de blanc.